# Wirtschaftsprüferordnung
Die Wirtschaftsprüferordnung (WPO) regelt in Deutschland das Berufsrecht der Wirtschaftsprüfer und der vereidigten Buchprüfer.

## Aufbau und Inhalt
Die Wirtschaftsprüferordnung (Gesetz über eine Berufsordnung der Wirtschaftsprüfer) besteht aus elf Teilen und einem Anhang, die sich wie folgt gliedert:
1. Teil: Allgemeine Vorschriften (§§ 1–4b)
2. Teil: Voraussetzung für die Berufsausübung (§§ 5–42)
3. Teil: Rechte und Pflichten der Wirtschaftsprüfer (§§ 43–56)
4. Teil: Organisation des Berufs (§§ 57–61)
5. Teil: Berufsaufsicht (§§ 61a – 71)
6. Teil: Berufsgerichtsbarkeit (§§ 71a – 127)
7. Teil: Vereidigte Buchprüfer und Buchprüfungsgesellschaften (§§ 128–130)
8. Teil: EU- und EWR-Abschlussprüfungsgesellschaften (§§ 131–131f)
9. Teil: Eignungsprüfung als Wirtschaftsprüfer (§§ 131g – 131n)
10. Teil: Straf- und Bußgeldvorschriften (§§ 132–133e)
11. Teil: Übergangs- und Schlussvorschriften (§§ 134–141)

Anhang 1: zu § 57 Absatz 3a Satz 1 und § 57c Absatz 1 Satz 4) Verhältnismässigkeitsprüfung vor Erlass neuer Berufsreglementierungen
Anhang 2: (zu § 122 Satz 1) - Gebührenverzeichnis